# تلمبة كمالي (فسارود)
تلمبة کمالي (بالإنجليزية: Tolombeh-ye Kamali)‏ هي منطقة سكنية تقع في إيران في فارس. يقدر عدد سكانها بـ 58 نسمة .